# RBS TV
RBS TV (sigla para Rede Brasil Sul de Televisão) é uma rede de televisão estadual brasileira sediada em Porto Alegre, capital do Rio Grande do Sul. Pertencente ao Grupo RBS, possui 12 emissoras afiliadas à TV Globo, cobrindo todo o estado, além de uma sucursal em Brasília. Atuou também entre 1979 e 2016 em Santa Catarina, onde possuiu 6 emissoras de televisão encabeçadas a partir de Florianópolis, que foram vendidas para o Grupo NC, que, após o processo de transição, acabaram se transformando em NSC TV.

## História

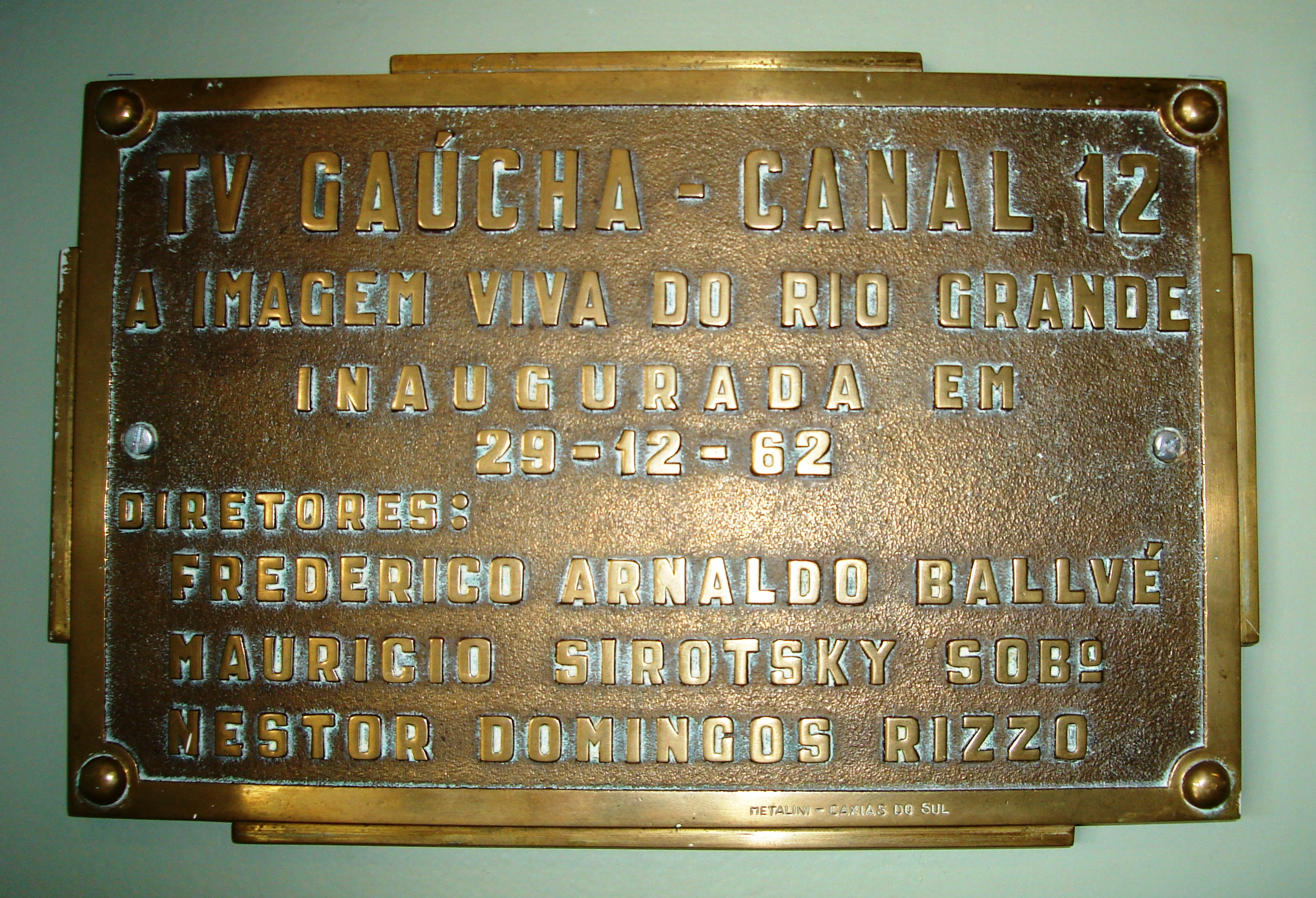
Placa de inauguração da TV Gaúcha.

A RBS TV foi fundada no dia 29 de dezembro de 1962, quando entrou no ar a TV Gaúcha, canal 12 de Porto Alegre. Em 1967, a TV Gaúcha afiliou-se à Rede Globo e a partir de então, a maior parte de sua programação passou a ser gerada pela emissora carioca.
No ano de 1969, entraram no ar as primeiras emissoras de televisão do Grupo RBS no interior do Rio Grande do Sul: a TV Imembuí, de Santa Maria, e a TV Caxias, canal 8 de Caxias do Sul. A TV Tuiuti de Pelotas entrou no ar em 1972, mesmo ano em que estreou o principal programa da emissora, o Jornal do Almoço.

### TV digital

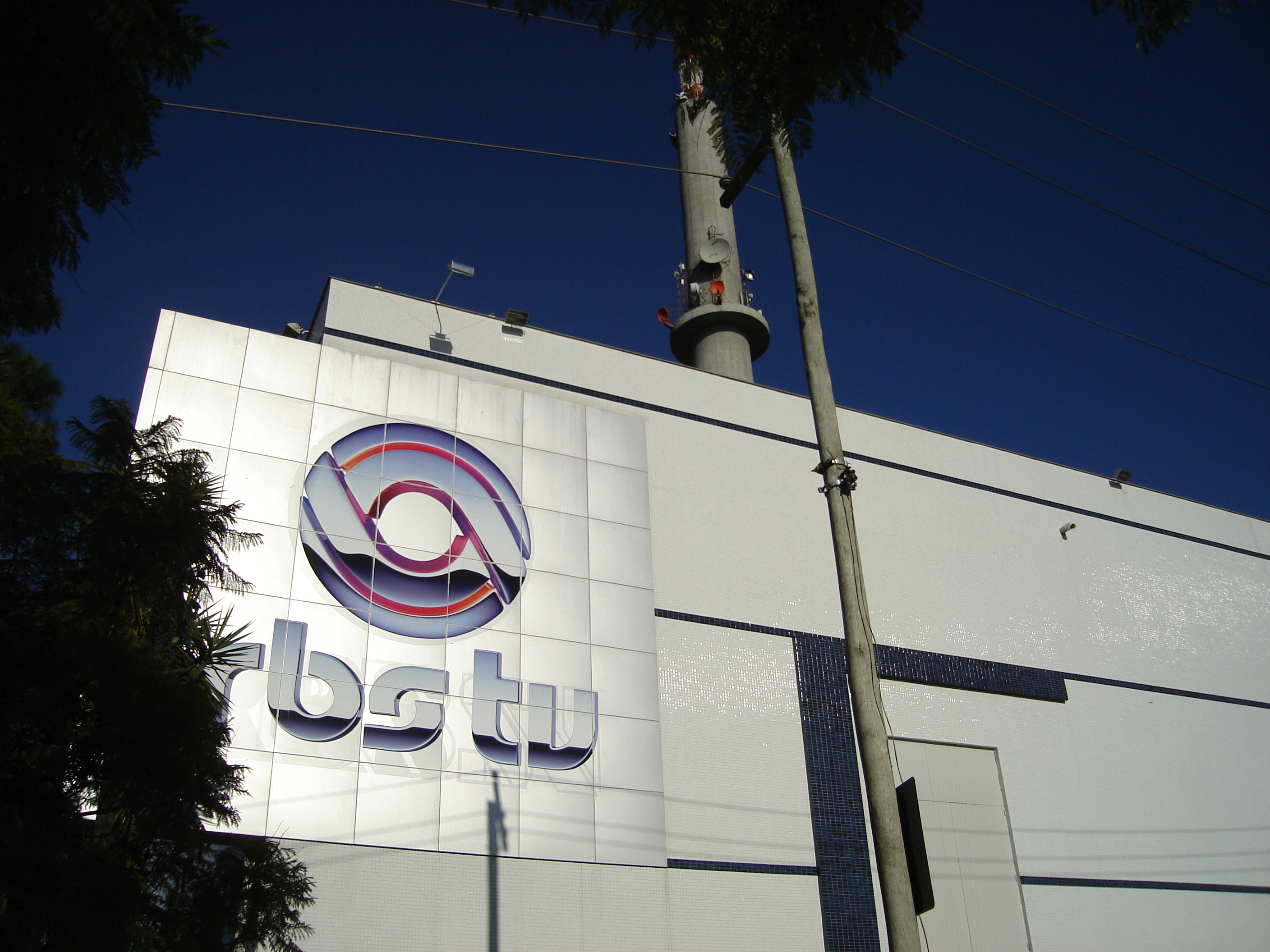
Sede da RBS TV em Porto Alegre

Em 20 de janeiro de 2012, entra ao ar no Rio Grande do Sul o SAT HD Regional, uma parceria de afiliadas da Rede Globo com uma companhia de eletrônicos especializada em receptores de antenas parabólicas. O projeto, lançado no Paraná, é uma aproximação dos lares com parabólicas, que antes recebiam a Globo via satélite direto da matriz, com as afiliadas mais próximas. Inicialmente irá ao ar apenas em algumas cidades atendidas pela RBS TV Porto Alegre, com previsão de expansão para as localidades rurais mais afastadas dos sinais terrestres.
No dia 28 de fevereiro de 2012, entra no ar no Rio Grande do Sul o sinal digital da RBS TV Caxias do Sul na serra do estado. O sinal digital opera no canal:
- Canal 33 UHF em Caxias do Sul e região.[13]

No dia 23 de agosto de 2012, entra no ar no Rio Grande do Sul o sinal digital da RBS TV Passo Fundo no norte do estado. O sinal digital opera no canal:
- Canal 34 UHF em Passo Fundo e região.[14]

No dia 18 de abril de 2013, entra no ar no Rio Grande do Sul o sinal digital da RBS TV Santa Maria no centro do estado. O sinal digital opera no canal:
- Canal 33 UHF em Santa Maria e região.[15]

No dia 23 de julho de 2013, entra no ar no Rio Grande do Sul o sinal digital da RBS TV Pelotas no sul do estado. O sinal digital opera no canal:
- Canal 34 UHF em Pelotas e região.[16]

No dia 12 de dezembro de 2013, foi inaugurado oficialmente o sinal digital da RBS TV dos Vales de Santa Cruz do Sul. O sinal digital opera no canal:
- Canal 33 UHF em Santa Cruz do Sul e região.[17]

No dia 13 de abril de 2024, estreou na RBS TV o programa Baita Sábado, com apresentação de Cris Silva e Giulia Perachi.

### Venda das operações em Santa Catarina
No dia 7 de março de 2016, foi anunciado em Florianópolis o fechamento para a transferência de controle das operações de televisões, rádios e jornais que atuam sob a marca RBS em Santa Catarina para os empresários Lírio Parisotto e Carlos Sanchez, juntamente com outros investidores, o que inclui as 6 emissoras da RBS TV no estado. O comunicado foi realizado na sede da empresa, transmitida por videoconferência para todas as áreas da organização no estado. Embora não tenham sido divulgados valores, o negócio é considerado um dos maiores no ramo de mídia no Brasil nos últimos anos. Os novos donos afirmaram que não iriam mudar a linha editorial dos veículos que adquiriram.
Com o movimento, a RBS focou seus esforços de mídia apenas no Rio Grande do Sul, onde o grupo empresarial foi fundado em 1957 e a RBS TV surgiu em 1962. Durante o anúncio, os acionistas da RBS ressaltaram a Carta Aberta aos catarinenses divulgada logo depois pelos veículos e agradeceram profundamente o apoio e a dedicação de todos os colaboradores. Em outubro do mesmo ano, como parte do processo de transição, as emissoras deixaram de fazer menção ao Grupo RBS e à marca RBS TV nos programas, telejornais e anúncios além de adotar nos microfones de reportagem a logo da Globo.

## Emissoras
A RBS TV conta com programação gerada a partir de Porto Alegre e 
retransmitida para as outras 11 emissoras do interior, o que também exibem de segunda a sexta-feira os blocos locais do Jornal do Almoço para suas áreas de cobertura.  A partir do dia 19 de agosto de 2019, as emissoras de Erechim, Santa Rosa e Cruz Alta passaram a assistir ao JA de Passo Fundo, enquanto Uruguaiana passou a assistir o JA de Santa Maria, e Bagé e Rio Grande se juntaram ao JA gerado em Pelotas. Apenas Caxias do Sul e Santa Cruz do Sul mantêm seus JAs de forma independente.

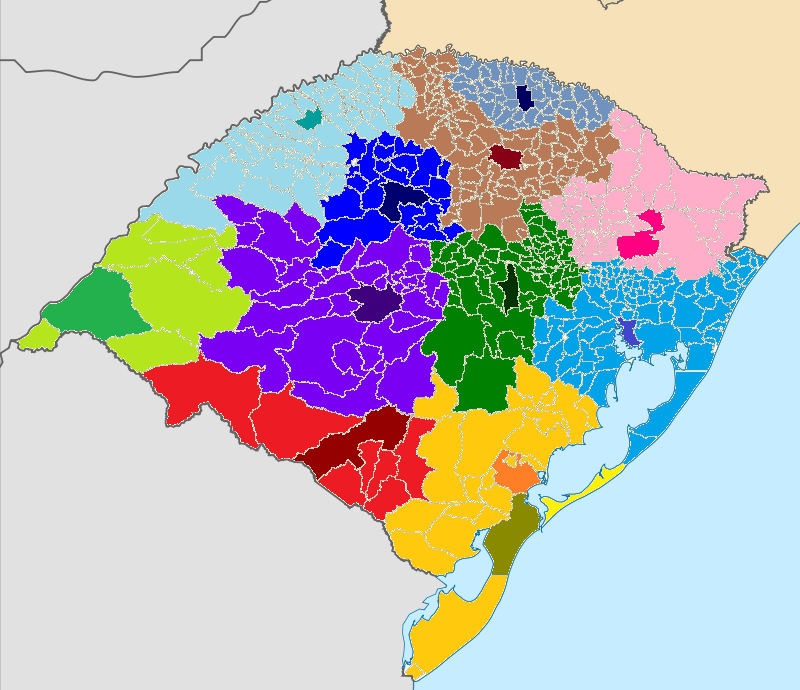
Divisão da área de cobertura da RBS TV por emissora

## Controvérsias

### Investigação de prática de monopólio e oligopólio
O Grupo RBS está sendo investigado pela prática de oligopólio / monopólio. Em 2008, o Procurador Federal de Santa Catarina propôs uma ação civil pública (processo n º. 2008.72.00.014043-5) contra o oligopólio da empresa Rede Brasil Sul (RBS) no sul do Brasil. O MPF requer que a empresa, entre outras medidas, reduza o número de estações de TV e radio nos estados de Santa Catarina (SC) e Rio Grande do Sul (RS), de modo a estar de acordo com a lei brasileira, e o cancelamento da compra do jornal a Notícia de Joinville, consumada em 2006 - que resultou em um virtual monopólio sobre os jornais relevantes no estado de Santa Catarina.
Em 2009, o Ministério Público Federal em Canoas (RS), Pedro Antonio Roso, pediu ao presidente do Grupo RBS, Nelson Pacheco Sirotsky, entre outras informações, o número de estações de rádio e TV que a empresa possui no Rio Grande do Sul ", bem como suas afiliadas, estações e repetidores. "O pedido faz parte de um processo administrativo instaurado pelo Ministério Público Federal "para determinar possível ocorrência de práticas monopolistas e irregularidades na concessão de Rádio e Televisão para o Grupo RBS no Rio Grande do Sul". Em 14 de janeiro de 2009, foi publicado o texto completo da ação no Intervozes, onde foi destacado que a RBS controla quase 100% da circulação de jornais diários em Santa Catarina.

## RBS Cop

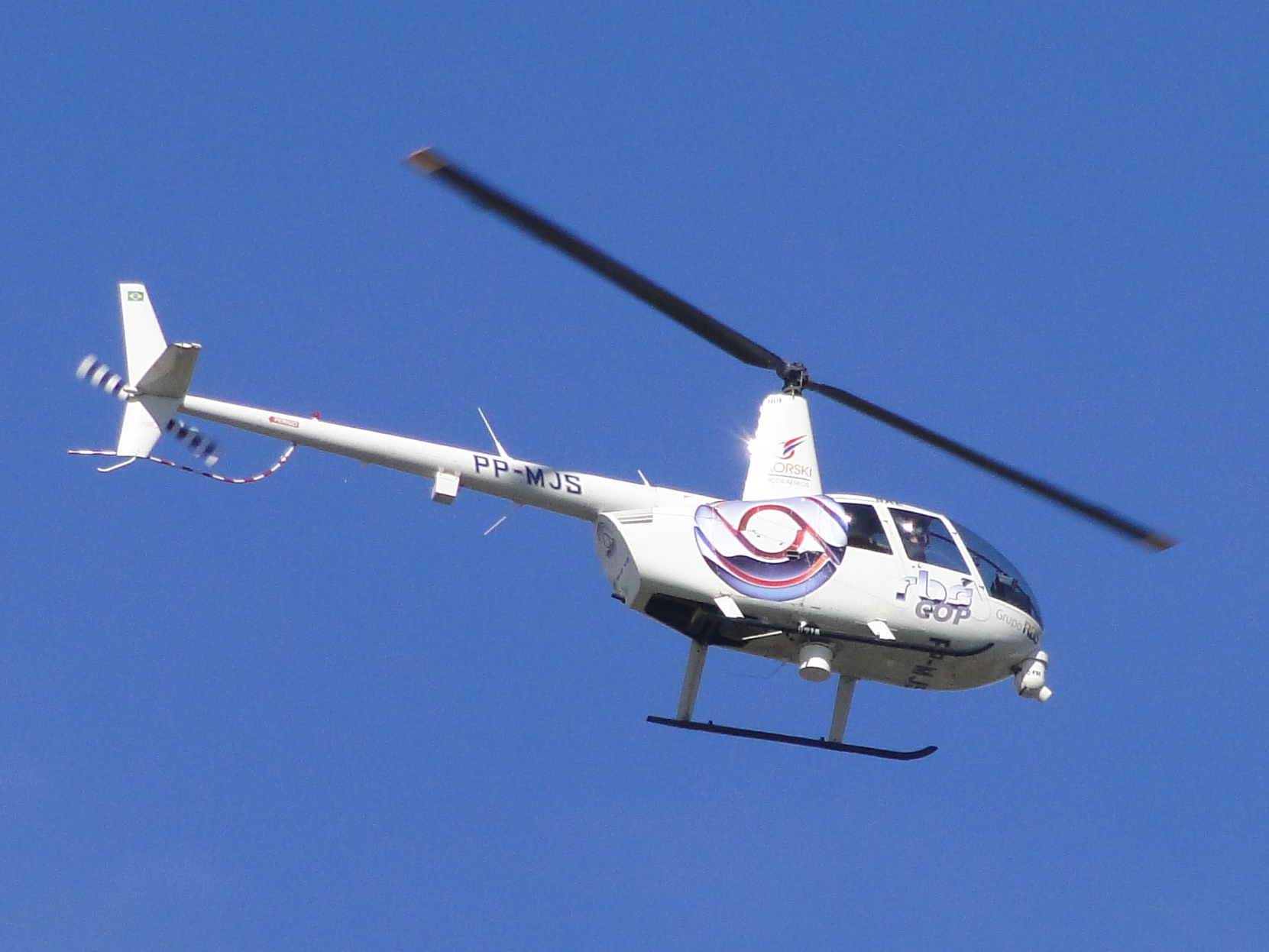
RBS Cop da RBS TV Porto Alegre, com a pintura usada a partir de 2008

RBS Cop é o nome dado ao antigo helicóptero utilizado pela RBS TV para fazer imagens aéreas usadas em reportagens e transmissões ao vivo no jornalismo da emissora. A aeronave, modelo Robinson R44 Newscopter, foi utilizada frequentemente como apoio em reportagens para o Bom Dia Rio Grande, Bom Dia Santa Catarina, Jornal do Almoço e RBS Notícias.
No Rio Grande do Sul, entrou em operação em 23 de julho de 2007, baseado na RBS TV Porto Alegre.
Em Santa Catarina, entrou em operação em 31 de julho de 2008, com estreia no Jornal do Almoço.
A pintura inicial do RBS Cop de Santa Catarina era preta, com o logo grande da RBS TV na lateral, e as incrições "RBS Cop" ao lado.
Em 2008, a RBS mudou de marca e o helicóptero teve sua pintura alterada, que passou a contar com duas logomarcas da RBS e uma do Grupo RBS, sem identificação específica de RBS Cop.
Na final do Campeonato Catarinense de Futebol de 2012, a RBS recebeu um helicóptero da Frision Fly de Porto Alegre, adesivado-o com os logotipos da RBS TV gaúcha.
O RBS Cop gaúcho era branco, com a logo da RBS TV, pertencendo a Sikorski Serviços Aéreos. Em 2008, o helicóptero recebeu duas pinturas: uma igual à da RBS Catarinense, e outra no final do ano, após a mudança de marca da emissora, que ficou igual ao usado na final do Campeonato Catarinense.

## Prêmios

### Prêmio ExxonMobil de Jornalismo(Esso)
- 2006: Esso Especial de Telejornalismo, concedido a Giovani Grizotti, Laura Nonohay, Jonas Campos e Sérgio Pavanello, pela reportagem "A Farra dos Vereadores Turistas"[28]
- 2007: Esso Especial de Telejornalismo, concedido a Giovani Grizotti, Cristiane Pastorini e Guto Teixeira, pela reportagem "Fantasmas de Sapucaí"[29]

### Prêmio Vladimir Herzog
Menção Honrosa do Prêmio Vladimir Herzog por Reportagem de TV
| Ano  | Obra                 | Veículo de mídia                                | Autor                   | Resultado |
| ---- | -------------------- | ----------------------------------------------- | ----------------------- | --------- |
| 2009 | "Crack – nem pensar" | RBS TV – Florianópolis – 1 e 2 de junho de 2009 | Giovana Períneo Jacques | Venceu    |